# Xylena pallescens
Xylena pallescens är en fjärilsart som beskrevs av W. Warren 1910. Xylena pallescens ingår i släktet Xylena och familjen nattflyn. Inga underarter finns listade i Catalogue of Life.